# 風雲人物 (電影)
《風雲人物》（英語：It's a Wonderful Life，又译《莫負少年頭》、《生活多美好》）是1946年法兰克·卡普拉导演，詹姆斯·史都華、唐娜·里德、李昂·巴摩主演的美国电影。故事靈感可追溯自查爾斯·狄更斯的經典小說《小氣財神》。《風雲人物》一向被評價為無與倫比的溫馨勵志經典影片。在英語系國家，及其他以聖誕節為主要節慶的國家地區，更享有極崇高的聲譽。2006年，此片上映整整60年後，美國電影學會將其評選為百年來最偉大的勵志電影。

## 關於中文片名
本片當年在兩岸未分治時期，1947年在香港上映時的中文片名譯為《莫負少年頭》，不過出人意料的是上海遲遲未上映。後來一些媒體誤用了法蘭克·卡普拉另一部在華上映的電影《Meet John Doe》的中文片名（這部電影當年在華上映時，才真正取名為《風雲人物》），以致後來使得本片在某些地區的中文片名一直被誤用為《風雲人物》。

## 劇情
喬治·貝禮（George Bailey，詹姆斯·史都華飾）是一名小鎮青年，家中經營儲蓄貸款公司，他的父親是負責人，叔叔比利是合夥人。喬治志在離開家鄉到大學求學，成為傑出的建築師，並遊歷世界、一展抱負。但他總是為了幫助別人而一再犧牲自己的理想。
小時候的喬治，就因為躍入冰水中救他的弟弟哈利，導致一隻耳朵失聰；小喬治在藥房打工，想要提醒老闆給病人的藥拿錯了，還遭到心情不佳的老闆誤會；長大後的喬治，必須耽擱大學學業，直到哈利高中畢業來接手家族事業。
但是當哈利高中畢業時，他們的父親突然去世。鎮上的大財閥波特（李昂·巴摩飾）表示願以高價收購他們的公司。波特開出的條件十分優厚，非常吸引喬治，可以讓貝禮家獲得一大筆錢，讓喬治得以離鄉去闖天下。但是喬治知道波特的為人及答應他的後果，就是波特意在壟斷全鎮的金脈，任由他放高利貸將導致全鎮窮人任憑宰割。董事會同意了喬治不答應波特收購的請求，不過他們知道哈利年輕、比利叔叔才識平庸，因此開出的條件是要由喬治接任公司負責人。
哈利上大學了，接管父親公司的喬治，只得繼續耽擱自己的志向，等待哈利大學畢業後再來接手。可是哈利大學畢業時，卻帶回來新婚妻子，並且表示他的岳父已經提供工作機會。喬治一輩子要留在鎮上看來已成定局，看到弟弟、同學、朋友紛紛在外地發展事業，心中不免感到落寞。
喬治和青梅竹馬的女友瑪麗（唐娜·里德飾）結婚，由於他們在經濟大蕭條期間幫助過許多鄉親，連新婚蜜月旅行的經費也犧牲掉了。許多窮困鎮民靠著貝禮公司的低利息貸款，得以擁有自己的房子，他們為了感謝喬治及瑪麗，將社區取名為「貝禮莊園」。
二次大戰期間，哈利成為美國海軍航空隊的英雄飛行員，因為擊落數架敵機，救了軍艦上數百名官兵而獲頒國會榮譽勳章，上了報紙頭條。相對的，喬治自己則因為單耳失聰，想像當時大部分青年一般報效國家卻不可得。
這時是歲末年終聖誕節的前一天，比利叔叔正要將一筆8000美元的鉅款存進銀行時，遇到波特。糊塗的比利把哈利上新聞的報紙拿給波特看，錢竟不小心夾在報紙裡。波特知道這是摧毀貝禮公司的大好機會，把錢趁機藏了起來。偏偏銀行稽查員是在聖誕節前一天下午來查帳，貝禮公司立刻陷入虧空的危機。
身為公司負責人的喬治，想起自己一輩子捨己為人，還落得身敗名裂的下場。他不知該如何告訴家中準備過聖誕節的妻子與四個孩子，抱著生病的小女兒Zuzu，他熱淚盈眶了。喬治想到惟一彌補8000元虧空的方法，就是自己的人壽保險，於是在平安夜他準備跳河尋短。

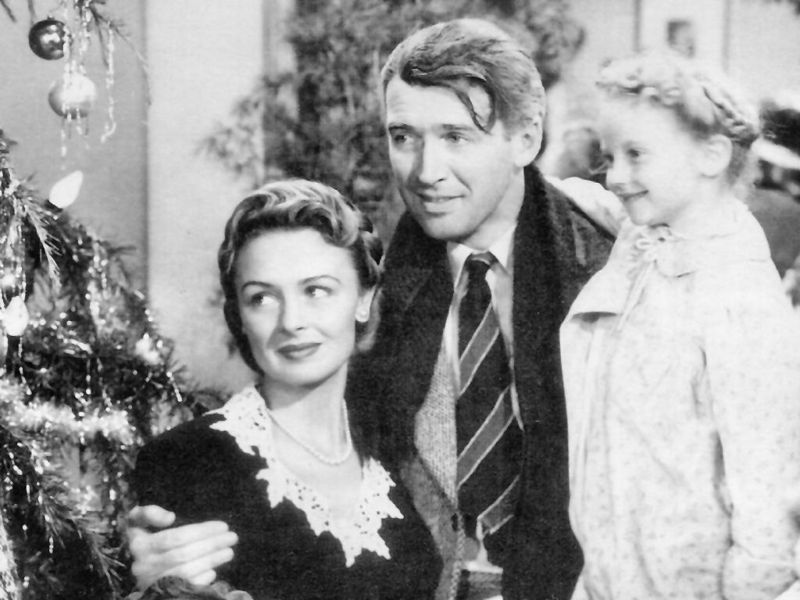
本片劇照。

上帝悲憫喬治的遭遇，向天使長顯示喬治的一生，命天使長幫助他，天使長派遣天使克拉倫斯（亨利·崔佛斯飾）下凡。克拉倫斯開導喬治，讓喬治看到他從小到大幫助了多少人，他的存在對多少人具有重大的意義：沒有喬治，哈利早就夭折，二戰時海軍的數百名官兵更無從得救；沒有喬治，那名藥房老闆早就因為給錯藥，致病人於死而瑯璫入獄；沒有喬治，生來就是要與他結為終身伴侶的瑪麗，成為悽悽惶惶的老小姐，四名可愛的兒女也將不會出生；沒有喬治，鎮上的窮人早就被波特剝削得民不聊生，「貝禮莊園」當然也不存在，全鎮都變成波特的「關係企業」，而且到處都是腐化墮落的聲色場所，連地名索性也改為「波特村」，喬治的朋友一個個也被感染成勢利小人……喬治沮喪地逃到當初他意欲跳河的地方不住禱告，希望上帝能給他回到原來的生活。就在此時，一切都回復正常，喬治於是懷着感恩的心回到家裡。
此時瑪麗、比利叔叔和眾多鎮民從外面湧進，知道真相的瑪麗與比利叔叔把喬治受困的消息散佈出去，他們的親友、以及曾受貝禮公司幫助的鄉親紛紛解囊。喬治在國外的同學拍電報過來，願意立刻免息借他們兩萬五千元。得知喬治遭難的哈利從外地匆匆趕回，正好見到這一幕動人的景象。哈利對眾人說道：「敬我的大哥喬治，全鎮最富有的人！」
於是在平安夜，天使在天界微笑，喬治抱著妻兒，站在聖誕樹前，在親友鎮民們的簇擁下，影片在大家合唱蘇格蘭民謠《友誼萬歲》中落幕。

## 評價
- 哈利·杜魯門總統在看完《風雲人物》後，曾說：「如果貝絲和我有兒子的話，我們希望他就像吉米·史都華（詹姆斯·史都華）一樣」。

- 此片得到5個奧斯卡金像獎提名：最佳影片、最佳導演、最佳男主角、最佳影片剪辑、最佳音响效果。此外还获得金球獎最佳導演獎、西班牙影評人協會（Cinema Writers Circle）的最佳外語片獎等。《時代雜誌》給予《風雲人物》高度評價，認為此片是年度最好的電影。

- 《風雲人物》是導演法蘭克·卡普拉、主角詹姆斯·史都華認為生平最喜歡的作品，但是在當年奧斯卡得獎及票房情況並不如預期，法蘭克·卡普拉提前退休，詹姆斯·史都華幾乎一度想要改行，考慮轉往航空工業發展。但是此片從1980年代開始評價越來越高，卡普拉及史都華總算也在有生之年，親見他們最喜歡的作品聲望日隆。

- 《風雲人物》在美國電影學會評選的百年百大電影系列，名列AFI百年百大勵志電影百年來的第一名、AFI百年百大愛情電影第8名、AFI百年百大電影第20名。詹姆斯·史都華、李昂·巴里摩在AFI百年百大銀幕英雄與反派名單上，分別被選為銀幕經典英雄第9名、與經典反派第6名。2008年的AFI百年各類型電影十大佳片，本片名列奇幻類的第3名。

- 2002年，英國第四台將本片評選為史上最偉大的電影第七名。

- 本片也因為它「文化上、歷史上、美學上」的重要價值，被選為美國國家電影保護局指定收藏。

- 導演史蒂芬·史匹柏曾表示他在拍片遇到瓶頸時，本片是為了能讓自己回歸初衷必看的四部電影（另外三部為約翰·福特的《搜索者》、黑澤明的《七武士》與大衛·連的《阿拉伯的勞倫斯》）之一。

## 文化影響
- 1977年，被翻拍成电视电影《圣诞情缘》（It Happened One Christmas），片名戏仿《一夜风流》（It Happened One Night）。

- 1991年，冷戰結束，蘇聯解體。1992年，美國电影在俄罗斯初次解禁，在叶利钦總統的首肯下，本片被選定於東正教的聖誕節（1月7日）播出，是第一部在俄罗斯播放的美国电影。

- 劇中天使克拉倫斯開導喬治的方式，是示現給他看「如果沒有喬治，他的家鄉會變成什麼樣子」。這種「如果我們可以回頭選擇不一樣的生活」的表現手法，後來也被採用在《回到未來II》、《扭轉奇蹟》、《命運先生（英语：Mr. Destiny）》等電影中。

- 以聖誕節為主要節慶的國家地區，在平安夜時，闔家團圓一起看《風雲人物》，幾乎也變成一個聖誕節的「習俗」。此片上映逾60年，其劇照有時還是會在平安夜當天，出現在Yahoo!等網站首頁。每一年平安夜或聖誕節，《風雲人物》都會在數家電視台、甚至電影院重播。例如1990年聖誕節背景的喜劇片《小鬼當家》，主角麥考利·克金劇中在法國過平安夜的家人，也可以在法國的電視台收看配上法語發音的《風雲人物》。

## 相關軼聞
- 大部分對這部電影背景略有所知的觀眾，往往會將男主角喬治·貝禮直接視為詹姆斯·史都華本人。因為片中喬治被設定與史都華同年齡、都被公認品德個性極佳、都是小鎮青年出身、大學時期都是主修建築、聽力都曾經受損。此片以蘇格蘭民謠為結尾，而詹姆斯·史都華本人亦有蘇格蘭血統。劇中哈利是美國海軍航空隊的英雄飛行員，現實中的詹姆斯·史都華，二戰時是美國陸軍航空軍（美國空軍的前身）的英雄飛行員。拍攝此片當時還未婚的史都華，成家以後像喬治一樣有了四個孩子。後來史都華本人也曾表示，喬治·貝禮是他生平演過最喜歡的角色。1997年詹姆斯·史都華以89歲高齡過世時，眾人還在他的葬禮上齊唱《友誼萬歲》為其送別。

- 飾演喬治生病小女兒祖祖（Zuzu）的卡洛琳·葛瑞姆斯（Karolyn Grimes），當時年僅6歲，長大成為一名醫事檢驗師，之後退休。「祖祖」成了跟著她一生的別名，但由於《風雲人物》直到1980年代以後才受到極高度重視，所以她直到那時(大約40多歲時)才因為這個角色而聲名大噪，並深受歡迎與喜愛。甚至只因為這個角色，她也有自己的官方網站，並且被密蘇里州列入名人廳，得到居住地密蘇里州Osceola市的最高榮譽獎。當年6歲的小祖祖，最懷念當時詹姆斯·史都華像真的父親般緊抱著她，當她唱錯歌詞時，還看著她笑了起來。

- 影片中有一隻名叫「吉米」的寵物烏鴉，成為影片中可愛的小插曲。這隻寵物烏鴉並出現在法蘭克·卡普拉1938年的《浮生若夢》之後所有電影作品中。

- 直到電影結束沒有交代反派波特的下場，原本是天使克拉倫斯告知波特在喬治自殺時經已死於心臟病的一幕也被刪去。然而《週六夜現場》在1986年卻來一個有點惡搞卻大快人心的補充：比利突然記起扮成銀行職員的克拉倫斯提醒自己把錢誤塞給波特一事，於是大伙兒立刻衝入波特家算帳、甚至揭發波特根本不是癱子，結果波特被貝禮夫婦痛扁。[4]

## 相關書目
- Barker, Martin and Thomas Austin. "Films, Audiences and Analyses". From Antz To Titanic: Reinventing Film Analysis. London: Pluto Press, 2000, pp. 15–29. ISBN 0-7453-1584-4.
- Cahill, Marie. It's a Wonderful Life. East Bridgewater, Massachusetts: World Publications Group, 2006. ISBN 978-1-57215-459-9.
- Capra, Frank. Frank Capra, The Name Above the Title: An Autobiography. New York: The Macmillan Company, 1971. ISBN 0-306-80771-8.
- Cox, Stephen. It's a Wonderful Life: A Memory Book. Nashville, Tennessee: Cumberland House, 2003. ISBN 1-58182-337-1.
- Eliot, Mark. Jimmy Stewart: A Biography. New York: Random House, 2006. ISBN 1-4000-5221-1.
- Finler, Joel W. The Hollywood Story: Everything You Always Wanted to Know About the American Movie Business, But Didn't Know Where to Look. London: Pyramid Books, 1988. ISBN 1-85510-009-6.
- Goodrich, Francis, Albert Hackett and Frank Capra. It's a Wonderful Life: The Complete Script in its Original Form. New York: St. Martin's Press, 1986. ISBN 0-312-43911-3.
- Jones, Ken D., Arthur F. McClure and Alfred E. Twomey. The Films of James Stewart. New York: Castle Books, 1970.
- McBride, Joseph. Frank Capra: The Catastrophe of Success. New York: Touchstone Books, 1992. ISBN 0-671-79788-3.
- Michael, Paul, ed. The Great Movie Book: A Comprehensive Illustrated Reference Guide to the Best-loved Films of the Sound Era. Englewood Cliffs, New Jersey: Prentice-Hall Inc., 1980. ISBN 0-13-363663-1.
- Rodgers, James W. It's a Wonderful Life: A Play in Two Acts. Woodstock, Illinois: Dramatic Publishing, 1994. ISBN 0-87129-432-X.
- Sarris, Andrew. 1998. "You Ain't Heard Nothin' Yet." The American Talking Film History & Memory, 1927-1949. Oxford University Press. ISBN 0-19-513426-5
- Walters, James. "Reclaiming the Real: It's a Wonderful Life (Frank Capra, 1946)". Alternative Worlds in Hollywood Cinema. Bristol UK: Intellect Ltd, 2008, pp. 115–134. ISBN 978-1-84150-202-1.
- Wiley, Mason and Damien Bona. Inside Oscar: The Unofficial History of the Academy Awards. New York: Ballantine Books, 1987. ISBN 0-345-34453-7.
- Willian, Michael. The Essential It's a Wonderful Life: A Scene-by-Scene Guide to the Classic Film, 2nd ed. Chicago: Chicago Review Press, 2006. ISBN 978-1-55652-636-7.

## 外部連結
- 互联网电影数据库（IMDb）上《風雲人物》的资料（英文）
- 豆瓣电影上《風雲人物》的資料 （简体中文）
- 爛番茄上《風雲人物》的資料（英文）